# راشد المطرد
راشد خالد المطرد لاعب كرة قدم سعودي ، يلعب في نادي مضر.

## مسيرة اللاعب
لعب في نادي الشرق ونادي السد ونادي عرعر ونادي مضر.